# Igor de Camargo
Igor de Camargo (Porto Feliz, 12 mei 1983) is een Braziliaans-Belgisch voetbalcoach en voormalig voetballer die bij voorkeur als centrumspits speelde. De Camargo debuteerde in 2009 in het Belgisch voetbalelftal.

## Spelerscarrière

### Jeugd
Igor de Camargo sloot zich op jonge leeftijd aan bij het bescheiden Bonsucesso FC. Hij doorliep er alle jeugdreeksen alvorens de overstap te maken naar Estrela FC. Lang bleef de aanvaller niet bij Estrela, waar hij soms ook als verdediger werd uitgespeeld. In 2000 maakte de Braziliaanse tiener de overstap naar Europa.

### KRC Genk
Via makelaar Paul Stefani, die wist dat KRC Genk op zoek was naar een jonge, sterke spits, belandde de Camargo in 2000 in België. De Braziliaan vestigde zich in Maasmechelen en werd in eerste instantie uitgeleend aan Maasland, waar hij enkele wedstrijden met de invallers afwerkte. In november 2000 ondertekende hij een contract voor vier seizoenen bij Genk.
In het seizoen 2001/02 maakte de kopbalsterke spits zijn officieel debuut voor Genk. Onder trainer Sef Vergoossen mocht hij op 20 oktober 2001 in de 90e minuut invallen in de derby tegen Lommel SK. Bij zijn tweede invalbeurt, in januari 2002, was hij meteen trefzeker. De Camargo scoorde toen tegen KSK Beveren, een duel dat Genk uiteindelijk met 1-6 won. De Limburgers pakten dat seizoen ook de titel. Een jaar later maakte hij zijn debuut in de UEFA Champions League. In de groepsfase verloor Genk met 6-0 van Real Madrid. De Camargo mocht in dat duel in de 80e minuut invallen voor Moumouni Dagano.
Door de concurrentie met Wesley Sonck, Moumouni Dagano, Takayuki Suzuki en Kevin Vandenbergh kon de Braziliaan niet doorbreken bij Genk. Hij kreeg slechts een handvol speelkansen en werd door de club in 2003 uitgeleend aan het naburige Heusden-Zolder.

### Heusden-Zolder
Het bescheiden Heusden-Zolder was net naar eerste klasse gepromoveerd. De Camargo werd net als ploegmaats Takayuki Suzuki, Logan Bailly, Mike Mampuya, Vincent Euvrard, Hans Leenders en Dominik Beršnjak door Genk uitgeleend aan Heusden-Zolder. De Braziliaanse spits brak volledig door bij de Limburgse promovendus. In 33 wedstrijden was hij goed voor 10 doelpunten. In de beker schakelde hij met Heusden-Zolder zijn werkgever Genk uit na een 0-2 zege. De Camargo scoorde in dat duel het eerste doelpunt. Aan het einde van het seizoen 2003/04 zakte Heusden-Zolder terug naar tweede klasse.

### KRC Genk
In de zomer van 2004 keerden de Camargo en Bailly terug naar Genk. Hij toonde zich meteen waardevol in de Intertoto Cup. Genk schakelde in juli 2004 het Duitse Borussia Dortmund uit na twee goals van de Camargo. Achteraf beloofde het bestuur om over een contractverlenging te onderhandelen. De Braziliaan kreeg regelmatig speelkansen onder coach René Vandereycken, maar kwam niet vaak genoeg tot scoren. In 15 competitiewedstrijden maakte hij één doelpunt. Tijdens de winterstop trok Genk de Serviër Nenad Stojanović aan. De Camargo werd vervolgens in de etalage geplaatst.

### FC Brussels
FC Brussels, dat reeds in december 2004 interesse toonde in de Camargo, nam de spits in januari 2005 over. De Brusselaars boden hem een contract tot juni 2007 aan. De Camargo verklaarde achteraf dat hij bij Genk te weinig vertrouwen had gekregen en dat de beloofde contractverlenging er nooit was gekomen. Bij Brussels kreeg hij onder trainer Emilio Ferrera wel het nodige vertrouwen. De fysiek sterke aanvaller scoorde in de terugronde 5 keer en wist zich met Brussels van het behoud te verzekeren. Na het seizoen nam Albert Cartier het roer over van Ferrera. Ook onder de Fransman ontwikkelde de Camargo zich goed. Hij scoorde 9 keer in de heenronde van het seizoen 2005/06 en speelde zich meermaals in de kijker. In november 2005 toonde Vitesse interesse in hem. De Nederlanders zagen in hem een opvolger voor Matthew Amoah. Ook Club Brugge en Standard Luik hadden de spits op hun verlanglijstje staan.

### Standard Luik
Op 31 januari 2006, op de laatste dag van de transferperiode, ondertekende de Camargo een contract voor 4,5 jaar bij Standard. Sportief manager Marc Degryse wilde hem ook graag bij Club Brugge, dat lange tijd als enige club een akkoord had met FC Brussels. Maar de Camargo zelf koos in laatste instantie voor de Rouches, die ongeveer €1,5 miljoen neerlegden voor de spits. Niet veel na zijn aankomst in Luik diende de Camargo ook een aanvraag in om Belg te worden.
Op 11 februari 2006 maakte de Camargo tegen Beveren zijn officieel debuut voor Standard, maar niet veel later sloeg het noodlot toe. De Braziliaan liep tijdens een bekerduel tegen AA Gent een ernstige blessure op. Hij brak zijn scheenbeen en miste daardoor de rest van het seizoen.
In de volgende seizoenen ontpopte de Camargo zich bij Standard tot een waardevolle speler. Als spits roteerde hij regelmatig met Dieumerci Mbokani en Milan Jovanović. Na het vertrek van Marouane Fellaini in 2008 werd de Camargo als aanvallende middenvelder ingeschakeld en vormde hij samen met Mbokani en Jovanović de aanvalslinie van de Rouches. In 2006/07 scoorde hij in de beker een hattrick tegen VW Hamme. Standard stootte uiteindelijk door tot de finale, waarin het met 1-0 verloor van Club Brugge. Een seizoen later veroverde de Camargo voor het eerst met Standard de landstitel, waardoor de Rouches aan de voorrondes van Champions League mochten deelnemen. Liverpool FC haalde het in de laatste voorronde na verlengingen. Een seizoen later eindigden de Rouches met hetzelfde aantal punten als concurrent RSC Anderlecht. Na twee testwedstrijden kroonde Standard zich opnieuw tot kampioen. De Camargo stond in de testwedstrijden telkens 90 minuten op het veld.
In het seizoen 2009/10 was Standard rechtstreeks geplaatst voor de Champions League. In de groep van Arsenal FC, AZ en Olympiakos Piraeus werd Standard uiteindelijk derde, waarna het naar de UEFA Europa League mocht. De Camargo scoorde in de Champions League tegen Olympiakos, een duel dat de Rouches met 2-1 wonnen. In de Europa League bereikte Standard de kwartfinale, waarin het werd uitgeschakeld door Hamburger SV. De Camargo scoorde in de terugwedstrijd het enige doelpunt voor de Luikenaars.
Door de blessure van Steven Defour mocht de Camargo ook regelmatig de aanvoerdersband dragen bij Standard.

### Borussia Mönchengladbach
Reeds in april 2010 raakte bekend dat de Camargo een transfer naar het Duitse Borussia Mönchengladbach had versierd. Hij sloot zich in juli 2010 aan bij de club uit de Bundesliga. Borussia Mönchengladbach betaalde zo'n €4,5 miljoen voor de spits. De Camargo werd in Duitsland verenigd met oud-ploegmaats Logan Bailly en Dante en landgenoot Filip Daems.
De Camargo werd al snel een belangrijke pion bij de Duitse club. Hij scoorde regelmatig en was door zijn inzet en fysieke kracht ook geliefd bij de supporters. In zijn eerste seizoen werd de club wel op twee na laatste, waardoor het testwedstrijden moest spelen tegen VfL Bochum, de nummer drie uit de 2. Bundesliga. De Camargo scoorde in de heenwedstrijd in de 93e minuut het enige doelpunt van de partij. In de terugwedstrijd kwam Bochum op voorsprong, maar Marco Reus maakte gelijk op aangeven van de Camargo. In augustus 2011 versloeg Borussia Mönchengladbach het grote FC Bayern München met 0-1. De Camargo maakte toen het beslissende doelpunt. Zijn team sloot het seizoen af als vierde en mocht daarom deelnemen aan de voorrondes van de Champions League. Borussia Mönchengladbach haalde het kampioenenbal uiteindelijk niet en belandde zo in de groepsfase van de Europa League. De Braziliaanse Belg scoorde daarin drie keer, waardoor zijn team Europees overwinterde.
Door zware enkel- en knieblessures miste de Camargo zowel bij Borussia Mönchengladbach als de nationale ploeg regelmatig duels.

### Hoffenheim
In het seizoen 2012/13 belandde de Camargo op een zijspoor bij Borussia Mönchengladbach. De spits moest zich tevreden stellen met een rol als invaller en verkaste op 29 januari 2013 naar reeksgenoot TSG 1899 Hoffenheim.
Met Hoffenheim streed de Camargo tegen de degradatie. Op 23 februari 2013 maakte hij tegen FC Augsburg zijn eerste en enige doelpunt voor de Duitse club. De late treffer was niet voldoende om zijn team de overwinning te schenken, Hoffenheim verloor het duel met 2-1.
Hoffenheim sloot de competitie af met een 16e plaats en vermeed zo rechtstreekse degradatie. In de play-offs om het behoud nam de club het op tegen FC Kaiserslautern. De Camargo kwam zowel in de heen- als terugwedstrijd niet van de bank, maar zag wel hoe Hoffenheim zich verzekerde van het behoud.

### Standard Luik
Op 8 juli 2013 keerde de Camargo terug naar zijn ex-club Standard. Hij ondertekende een contract voor drie seizoenen bij de Luikse club. Op 28 juli 2013 vierde hij zijn terugkeer bij Standard op het veld van KV Mechelen.

### KRC Genk
Op 23 juni 2015 ruilt de Camargo de Rouches voor Racing Genk, de voetbalclub waar hij in 2001 zijn profcarrière begon. De Braziliaan is de eerste transfer van Peter Maes als coach bij Genk en komt transfervrij over, hij tekent er een contract voor twee seizoenen met een optie voor een derde jaar. De Camargo komt bij Genk oud-ploegmaat Dimitri De Condé, huidig technisch directeur bij Genk, terug tegen. Beide speelden samen bij Heusden-Zolder. De Camargo krijgt bij Genk het rugnummer 11 toegewezen. Op de eerste competitiematch van het nieuwe seizoen, scoorde de Camargo al direct 2 maal tegen OH Leuven.

### APOEL Nicosia
Op 15 juli 2016 ondertekende hij een contract voor twee jaar bij de regerende kampioen van Cyprus, APOEL Nicosia. Hij maakte zijn debuut op 27 juli 2016. Hij viel toen in de 77ste minuut in tegen Rosenborg BK, de derde kwalificatiewedstrijd van de Champions League. Apoel verloor de wedstrijd met 2–1. Hij scoorde zijn eerste doelpunt op 10 september 2016 in de met 4–0 gewonnen wedstrijd tegen Nea Salamis Famagusta FC. Vijf dagen later scoorde hij de winning-goal tegen Astana in de groepsfase van de Europa League.

### KV Mechelen
In mei 2018 tekende de Camargo een contract bij KV Mechelen. In zijn eerste seizoen werd de club kampioen in eerste klasse B en wonnen ze de Beker van België in 2019. Hij bleef er spelen tot eind 2021.

### RWDM
In januari 2022 ondertekende de 38-jarige de Camargo een contract tot medio 2022 bij RWDM dat in eerste klasse B uitkomt. Het betekende voor hem een terugkeer naar het Edmond Machtensstadion, waar zijn voetbalcarrière indertijd bij FC Brussels echt van start ging. Op 30 januari 2022 in zijn tweede wedstrijd scoorde hij een eerste keer voor RWDM. De ploeg won uiteindelijk met 2-1 tegen Excel Moeskroen.

## Interlandcarrière
De Camargo werd in 2008 genaturaliseerd tot Belg. Op 26 januari 2009 zat de aanvaller van Standard voor het eerst in de voorselectie van de Rode Duivels. Op 11 februari 2009 maakte de Braziliaanse Belg zijn debuut tegen Slovenië. Tijdens zijn debuut lag de Camargo aan de basis van het tweede doelpunt dat door Daniel Van Buyten werd gescoord. Door verscheidene blessures miste De Camargo veel interlands.
| Interlands van Igor de Camargo voor België | Interlands van Igor de Camargo voor België | Interlands van Igor de Camargo voor België | Interlands van Igor de Camargo voor België | Interlands van Igor de Camargo voor België | Interlands van Igor de Camargo voor België |
| Nr.                                        | Datum                                      | Wedstrijd                                  | Uitslag                                    | Soort wedstrijd                            | Doelpunten                                 |
| Als speler bij Standard Luik               | Als speler bij Standard Luik               | Als speler bij Standard Luik               | Als speler bij Standard Luik               | Als speler bij Standard Luik               | Als speler bij Standard Luik               |
| ------------------------------------------ | ------------------------------------------ | ------------------------------------------ | ------------------------------------------ | ------------------------------------------ | ------------------------------------------ |
| 1.                                         | 11 februari 2009                           | België – Slovenië                          | 2 – 0                                      | Vriendschappelijk                          | -                                          |
| 2.                                         | 28 maart 2009                              | België – Bosnië en Herzegovina             | 2 – 4                                      | Kwalificatie WK 2010                       | -                                          |
| 3.                                         | 5 september 2009                           | Spanje – België                            | 5 – 0                                      | Kwalificatie WK 2010                       | -                                          |
| 4.                                         | 9 september 2009                           | Armenië – België                           | 2 – 1                                      | Kwalificatie WK 2010                       | -                                          |
| Als speler bij Borussia Mönchengladbach    |                                            |                                            |                                            |                                            |                                            |
| 5.                                         | 10 augustus 2011                           | Slovenië – België                          | 0 – 0                                      | Vriendschappelijk                          | -                                          |
| 6.                                         | 2 september 2011                           | Azerbeidzjan – België                      | 1 – 1                                      | Kwalificatie EK 2012                       | -                                          |
| 7.                                         | 6 september 2011                           | België – Verenigde Staten                  | 1 – 0                                      | Vriendschappelijk                          | -                                          |
| 8.                                         | 7 oktober 2011                             | België – Kazachstan                        | 4 – 1                                      | Kwalificatie EK 2012                       | -                                          |
| 9.                                         | 25 mei 2012                                | België – Montenegro                        | 2 – 2                                      | Vriendschappelijk                          | -                                          |
| Totaal                                     | Totaal                                     | Totaal                                     | Totaal                                     | Totaal                                     | 0                                          |

## Clubstatistieken
| Seizoen     | Club                     | Competitie         | Competitie | Competitie | Competitie | Beker | Beker | Beker | Internationaal | Internationaal | Internationaal | Totaal | Totaal | Totaal |
| Seizoen     | Club                     | Competitie         | Wed.       | Dlp.       | Ass.       | Wed.  | Dlp.  | Ass.  | Wed.           | Dlp.           | Ass.           | Wed.   | Dlp.   | Ass.   |
| ----------- | ------------------------ | ------------------ | ---------- | ---------- | ---------- | ----- | ----- | ----- | -------------- | -------------- | -------------- | ------ | ------ | ------ |
| 2001/02     | KRC Genk                 | Jupiler Pro League | 4          | 1          | 0          | 0     | 0     | 0     | —              | —              | —              | 4      | 1      | 0      |
| 2002/03     | KRC Genk                 | Jupiler Pro League | 6          | 0          | 0          | 0     | 0     | 0     | 1              | 0              | 0              | 7      | 0      | 0      |
| Club Totaal | Club Totaal              | Club Totaal        | 10         | 1          | 0          | 0     | 0     | 0     | 1              | 0              | 0              | 11     | 1      | 0      |
| 2003/04     | → Heusden-Zolder         | Jupiler Pro League | 33         | 9          | 2          | 4     | 1     | 0     | —              | —              | —              | 37     | 10     | 2      |
| Club Totaal | Club Totaal              | Club Totaal        | 33         | 9          | 2          | 4     | 1     | 0     | 0              | 0              | 0              | 37     | 10     | 2      |
| 2004/05     | KRC Genk                 | Jupiler Pro League | 15         | 1          | 2          | 1     | 1     | 0     | 6              | 2              | 0              | 22     | 4      | 2      |
| Club Totaal | Club Totaal              | Club Totaal        | 25         | 2          | 2          | 1     | 1     | 0     | 7              | 2              | 0              | 33     | 5      | 2      |
| 2004/05     | FC Brussels              | Jupiler Pro League | 13         | 5          | 1          | 0     | 0     | 0     | —              | —              | —              | 13     | 5      | 1      |
| 2005/06     | FC Brussels              | Jupiler Pro League | 15         | 9          | 0          | 0     | 0     | 0     | —              | —              | —              | 15     | 9      | 0      |
| Club Totaal | Club Totaal              | Club Totaal        | 28         | 14         | 1          | 0     | 0     | 0     | 0              | 0              | 0              | 28     | 14     | 1      |
| 2005/06     | Standard Luik            | Jupiler Pro League | 4          | 1          | 3          | 1     | 0     | 0     | —              | —              | —              | 5      | 1      | 3      |
| 2006/07     | Standard Luik            | Jupiler Pro League | 24         | 10         | 6          | 6     | 5     | 0     | —              | —              | —              | 30     | 15     | 6      |
| 2007/08     | Standard Luik            | Jupiler Pro League | 32         | 8          | 1          | 4     | 1     | 1     | 4              | 1              | 0              | 40     | 10     | 2      |
| 2008/09     | Standard Luik            | Jupiler Pro League | 29         | 8          | 4          | 2     | 0     | 1     | 9              | 2              | 0              | 40     | 10     | 5      |
| 2009/10     | Standard Luik            | Jupiler Pro League | 27         | 6          | 7          | 2     | 0     | 0     | 11             | 4              | 1              | 40     | 10     | 8      |
| Club Totaal | Club Totaal              | Club Totaal        | 116        | 33         | 21         | 15    | 6     | 2     | 24             | 7              | 1              | 155    | 46     | 24     |
| 2010/11     | Borussia Mönchengladbach | Bundesliga         | 21         | 8          | 3          | 2     | 0     | 0     | —              | —              | —              | 23     | 8      | 3      |
| 2011/12     | Borussia Mönchengladbach | Bundesliga         | 25         | 5          | 1          | 4     | 1     | 2     | —              | —              | —              | 29     | 6      | 3      |
| 2012/13     | Borussia Mönchengladbach | Bundesliga         | 14         | 2          | 0          | 2     | 0     | 0     | 6              | 3              | 0              | 22     | 5      | 0      |
| Club Totaal | Club Totaal              | Club Totaal        | 60         | 15         | 4          | 8     | 1     | 2     | 6              | 3              | 0              | 74     | 19     | 6      |
| 2012/13     | TSG 1899 Hoffenheim      | Bundesliga         | 8          | 1          | 0          | 0     | 0     | 0     | —              | —              | —              | 8      | 1      | 0      |
| Club Totaal | Club Totaal              | Club Totaal        | 8          | 1          | 0          | 0     | 0     | 0     | 0              | 0              | 0              | 8      | 1      | 0      |
| 2013/14     | Standard Luik            | Jupiler Pro League | 30         | 5          | 2          | 1     | 0     | 0     | 7              | 3              | 2              | 38     | 8      | 4      |
| 2014/15     | Standard Luik            | Jupiler Pro League | 37         | 11         | 2          | 2     | 0     | 0     | 10             | 0              | 1              | 49     | 11     | 3      |
| Club Totaal | Club Totaal              | Club Totaal        | 183        | 49         | 25         | 18    | 6     | 2     | 41             | 10             | 4              | 242    | 65     | 31     |
| 2015/16     | KRC Genk                 | Jupiler Pro League | 30         | 6          | 4          | 3     | 1     | 0     | —              | —              | —              | 33     | 7      | 4      |
| Club Totaal | Club Totaal              | Club Totaal        | 55         | 8          | 6          | 4     | 2     | 0     | 7              | 2              | 0              | 66     | 12     | 6      |
| 2016/17     | APOEL Nicosia            | A Divizion         | 27         | 10         | 5          | 1     | 0     | 0     | 12             | 2              | 1              | 40     | 12     | 6      |
| 2017/18     | APOEL Nicosia            | A Divizion         | 25         | 15         | 8          | 0     | 0     | 0     | 11             | 3              | 0              | 36     | 18     | 8      |
| Club Totaal | Club Totaal              | Club Totaal        | 52         | 25         | 13         | 1     | 0     | 0     | 23             | 5              | 1              | 76     | 30     | 14     |
| 2018/19     | KV Mechelen              | Proximus League    | 26         | 14         | 3          | 7     | 3     | 1     | —              | —              | —              | 33     | 17     | 4      |
| 2019/20     | KV Mechelen              | Jupiler Pro League | 27         | 10         | 1          | 1     | 0     | 0     | —              | —              | —              | 28     | 10     | 1      |
| 2020/21     | KV Mechelen              | Jupiler Pro League | 33         | 9          | 1          | 3     | 0     | 0     | —              | —              | —              | 36     | 9      | 1      |
| 2021/22     | KV Mechelen              | Jupiler Pro League | 10         | 0          | 0          | 2     | 2     | 0     | —              | —              | —              | 12     | 2      | 0      |
| Club Totaal | Club Totaal              | Club Totaal        | 96         | 33         | 5          | 13    | 5     | 1     | 0              | 0              | 0              | 109    | 38     | 6      |
| 2021/22     | RWDM                     | Eerste klasse B    | 13         | 2          | 1          | 0     | 0     | 0     | —              | —              | —              | 13     | 2      | 1      |
| Club Totaal | Club Totaal              | Club Totaal        | 13         | 2          | 1          | 0     | 0     | 0     | 0              | 0              | 0              | 13     | 2      | 1      |
| TOTAAL      | TOTAAL                   | TOTAAL             | 528        | 156        | 57         | 48    | 15    | 5     | 77             | 20             | 5              | 653    | 191    | 67     |

## Trainerscarrière
Toen Cláudio Caçapa in juli 2023 werd aangesteld als hoofdtrainer van RWDM, kreeg hij er De Camargo, die na zijn spelersafscheid in 2022 nochtans was teruggekeerd naar Brazilië, bij als assistent. De Camargo, die in 2022 al met RWDM had gesproken over een mogelijke job in de technische staf, begon in het Edmond Machtensstadion als T3. Na het vertrek van Caçapa in februari 2024 bleef De Camargo aan als assistent onder diens opvolgers Bruno Irles en Yannick Ferrera.
In het seizoen 2024/25 stond RWDM dicht bij een onmiddellijke terugkeer naar de Jupiler Pro League te staan, maar de club greep in extremis nog naast rechtstreekse promotie. Daags na de 2-1-nederlaag tegen Zulte Waregem op 18 april 2025 nam de club afscheid van hoofdtrainer Yannick Ferrera, waarop werd aangekondigd dat RWDM de promotie-playoffs zou aanvatten met De Camargo als trainer. Enkele dagen later stelde RWDM met Gueïda Fofana evenwel toch een andere trainer aan. De Camargo coachte weliswaar de heenwedstrijd van de halve finale van de promotie-playoffs, waarin RWDM met 2-0 verloor van KSC Lokeren-Temse. Drie dagen later was De Camargo weer assistent onder Fofana, die de terugwedstrijd met 3-2 won maar desondanks meteen uitgeschakeld was in de eindronde.
Op 28 mei 2025 werd De Camargo, die vlak voor zijn interimklus tegen Lokeren-Temse nog eens zijn ambitie om ooit hoofdtrainer te worden, aangekondigd als de nieuwe hoofdcoach van Francs Borains.

## Palmares
| Competitie               | Aantal   | Jaren            |
| KRC Genk                 | KRC Genk | KRC Genk         |
| ------------------------ | -------- | ---------------- |
| Nationaal                |          |                  |
| Kampioen Eerste Klasse   | 1x       | 2001/02          |
| Standard Luik            |          |                  |
| Nationaal                |          |                  |
| Kampioen Eerste Klasse   | 2x       | 2007/08, 2008/09 |
| Belgische Supercup       | 2x       | 2008,2009        |
| APOEL Nicosia            |          |                  |
| Nationaal                |          |                  |
| Kampioen A Divizion      | 2x       | 2016/17, 2017/18 |
| KV Mechelen              |          |                  |
| Nationaal                |          |                  |
| Kampioen Eerste Klasse B | 1x       | 2018/19          |
| Beker van België         | 1x       | 2019             |

## Trivia
- De Camargo werd in oktober 2009 voor het eerst vader.[17] In december 2014 kreeg hij naast een zoon ook een dochter.[18]